# Gare du Pas (France)
La gare du Pas est une ancienne gare ferroviaire française fermée, de la ligne de Saint-Brieuc à Pontivy, située sur le territoire de la commune de Saint-Brandan, dans le département des Côtes-d'Armor, en région Bretagne.

## Situation ferroviaire

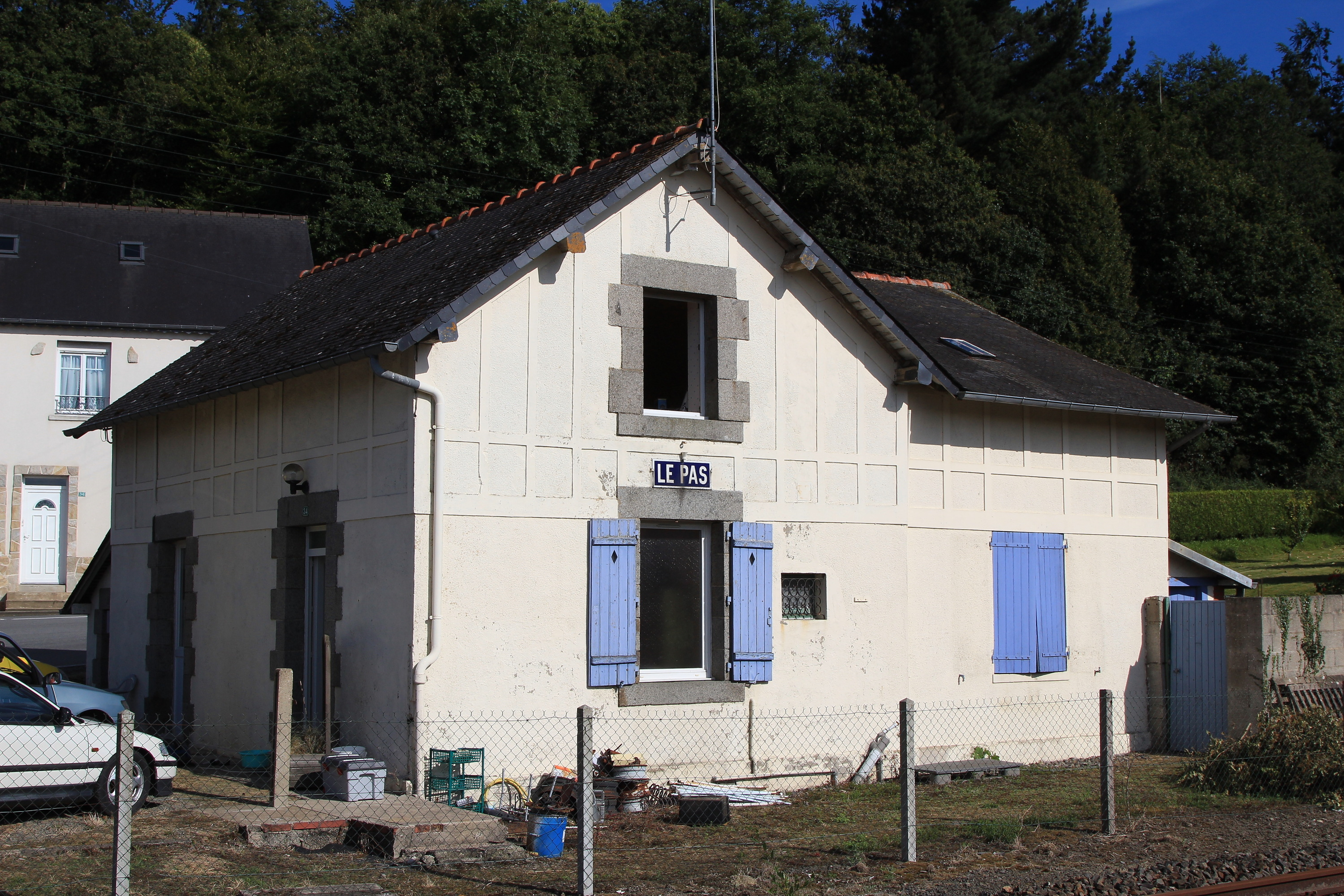
L'ancien maison de garde-barrière qui faisait office de bâtiment voyageurs.

Établie à 207 m d'altitude, la gare du Pas est située au point kilométrique (PK) 496,694 de la ligne de Saint-Brieuc à Pontivy, fermée au service des voyageurs, entre les gares de Plœuc - L'Hermitage et de  Quintin.

## Accueil
L'ancienne maison de garde-barrière où devaient s'effectuer les services proposés aux voyageurs a été revendu à un particulier. Le quai est toujours visible.

## Service des voyageurs
Située sur une ligne fermée au trafic ferroviaire de voyageurs, la gare est aujourd'hui fermée à tout trafic.